# Prociphilus xylostei
Prociphilus xylostei är en insektsart som först beskrevs av De Geer 1773. Enligt Catalogue of Life ingår Prociphilus xylostei i släktet Prociphilus och familjen långrörsbladlöss, men enligt Dyntaxa är tillhörigheten istället släktet Prociphilus och familjen pungbladlöss. Arten är reproducerande i Sverige.

## Underarter
Arten delas in i följande underarter:
- P. x. xylostei
- P. x. ussuricus